# Allan Selge
Erik Helge Allan Selge, född 1 november 1902 i Tranås, död 2 februari 1986 i Helsingborg, var en svensk redaktör och socialdemokratisk kommunalpolitiker.
Selge, som var son till montör Erik Pettersson och Amanda Karlsson, genomgick Stockholms borgarskola och studerade i Schweiz, Tyskland och Frankrike. Han blev korrespondent i Svenska bleck- och plåtslagareförbundet 1917, statistikförare vid LO:s sekretariat 1919, medarbetare i Skånska Socialdemokraten i Helsingborg (sedermera Nyheterna) 1922, redaktionssekreterare 1931 och var kommunalredaktör där från 1953. Han var ledamot av Malmöhus läns landsting från 1963, ledamot av stadsfullmäktige och stadskollegiet 1956–1960, ordförande i skolstyrelsen 1948–1956 (ledamot 1940), i barnavårdsnämnden från 1960, AB Hälsingborgsutställningar från 1963, ledamot av socialbyråstyrelsen från 1962 och av Malmöhus läns centralstyrelse.

## BIbliografi
- Femton år av Hälsingborgs kommunalarbetares historia (1925)
- Folkets park i Hälsingborg under 40 år 1895–1935  (1935)
- Med murslev och brukback: Hälsingborgs murarefackförening 1886–1936 (1936)
- Vid järnsvarv och skruvstäd: Hälsingborgs metallarbetarefackförening under femtio år (1937)
- Målarefackföreningen i Hälsingorg under ett halvt sekel: En översikt över 50 års organisationsarbete i med- och motgång (1937)
- Sex decenniers träarbetarhistoria i Hälsingborg: historik till Svenska byggnadsträarbetarförbundets avdelning 4 60-årsjubileum 20 oktober 1944 (1944)
- Ett halvsekel gummifabriksarbetarnas historia i Hälsingsborg: avd. 74 i Svenska grov- och fabriks 1895–1945 (1945)
- Möbelsnickarefackföreningen i Hälsingborg under femtio år. Historik till femtioårsjubileet (1945)
- Från Fältarp till folkparken: Hälsingborgs Folkets park under ett halvt sekel (1945)
- Folkets hus i Hälsingborg under 40 år (1946)
- Ett halvt sekels arbetarhistoria i Hasslarp: från Lyckåkers sockerfabriksarbetares förbund till avdelning 18 i Grov och Fabriks 1896-1946 (1947)
- Strövtåg i Hälsingborg (1955)
- 74:an genom 60 år Svenska fabriksarbetareförbundet, avd. 74, Hälsingborg (1955)
- Möllevångsboken: en rapsodi över ett gille och en stadsdel i Helsingborg (1974)
- Ett sjukhus vid havet: historik över Kronprinsessan Victorias kustsanatorium under sju decennier (1975)
- Boken om Helsingborg (1976)
- Stattenaboken: historien om en annorlunda stadsdel i Helsingborg (1979)